# Oakland (Maryland)

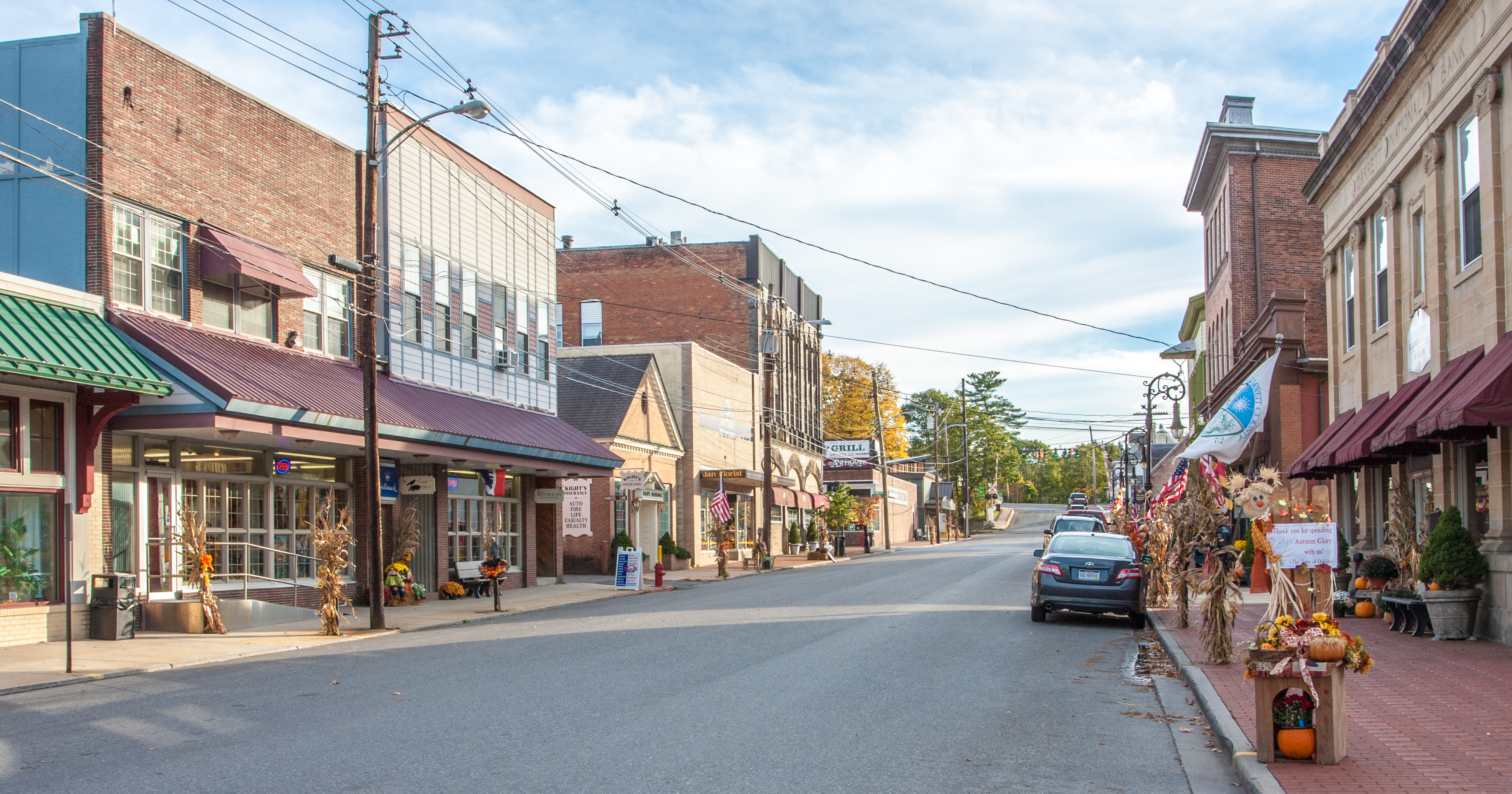
Vista da 2nd street em Oakland, Maryland

Oakland é uma cidade situada no centro-oeste do Condado de Garrett, Maryland, Estados Unidos. Com uma população de 1.930 segundo o censo norte-americano de 2000, é a comunidade mais populosa no Condado de Garrett e também de sua sede.
Oakland está situada próxima a nascente do Rio Potomac, que flui diretamente para a Baía de Chesapeake.